# توم ليس
توم ليس (بالإنجليزية: Tom Lees) (28 نوفمبر 1990 بورك في المملكة المتحدة - ) هو لاعب كرة قدم بريطاني في مركز الدفاع. شارك مع منتخب إنجلترا تحت 21 سنة لكرة القدم. أما مع النوادي، فقد لعب مع شيفيلد وينزداي وليدز يونايتد ونادي أكرينغتون ستانلي ونادي بوري.

## وصلات خارجية
- توم ليس على موقع قاعدة بيانات كرة القدم.إي يو (الإنجليزية)
- توم ليس على موقع Soccerbase.com (لاعب) (الإنجليزية)
- توم ليس على موقع Soccerway.com (الإنجليزية)